# Distrito dos Montes Metalíferos
O Erzgebirgskreis (em português:  Distrito dos Montes Metalíferos) é um distrito (kreis ou landkreis) da Alemanha localizado na região de Chemnitz, no estado da Saxônia. A capital é a cidade de Annaberg-Buchholz.

## História
O distrito foi estabelecido através da união dos antigos distritos de Annaberg, Aue-Schwarzenberg, Stollberg e Montes Metalíferos Centrais, como parte da reforma distrital de agosto de 2008.

## Cidades e municípios
| Cidades | Cidades | Municípios | Municípios | Municípios                           |
| --- | --- | --- | --- | ------------------------------------ |
| 1. Annaberg-Buchholz 2. Aue-Bad Schlema 3. Ehrenfriedersdorf 4. Eibenstock 5. Elterlein 6. Geyer 7. Grünhain-Beierfeld 8. Johanngeorgenstadt 9. Jöhstadt 10. Lauter-Bernsbach 11. Lößnitz 12. Lugau 13. Marienberg 14. Oberwiesenthal | 1. Oelsnitz 2. Olbernhau 3. Pockau-Lengefeld 4. Schneeberg 5. Schwarzenberg 6. Scheibenberg 7. Schlettau 8. Stollberg 9. Thalheim 10. Thum 11. Wolkenstein 12. Zöblitz 13. Zschopau 14. Zwönitz | 1. Amtsberg 2. Auerbach 3. Bärenstein 4. Bockau 5. Börnichen 6. Breitenbrunn 7. Burkhardtsdorf 8. Crottendorf 9. Deutschneudorf 10. Drebach 11. Gelenau 12. Gornau 13. Gornsdorf 14. Großolbersdorf 15. Großrückerswalde | 1. Grünhainichen 2. Heidersdorf 3. Hohndorf 4. Jahnsdorf 5. Königswalde 6. Mildenau 7. Neukirchen 8. Niederdorf 9. Niederwürschnitz 10. Raschau-Markersbach 11. Schönheide 12. Sehmatal 13. Seiffen 14. Stützengrün 15. Tannenberg | 1. Thermalbad Wiesenbad 2. Zschorlau |